# Papa Inocêncio XI
Inocêncio XI (em latim: Innocentius XI), nascido Benedetto Giulio Odescalchi (Como, 19 de maio de 1611 – Roma, 12 de agosto de 1689) foi o Papa da Igreja Católica e Soberano dos Estados Papais de 21 de setembro de 1676 até a data de sua morte. Ficou conhecido como exemplo de humildade e humanidade, e, a nível de política, pela oposição a Luís XIV de França e pelo cognome de "Salvador da Hungria", por ter apoiado a reconquista da Europa Central e Oriental, então ocupada pelos turcos otomanos. Governou a Igreja Católica por 12 anos, até a sua morte em 1689.

## Origens e formação
Filho de Livio Odescalchi e Paola Castelli, de famílias de comerciantes abastados de Bérgamo. Estudou em Roma e Nápoles, doutorando-se nesta última em Direito Civil e Canónico.
Trabalhou com os papas Urbano VII e Inocêncio X em diversos cargos da Cúria Romana. Este último nomeou-o cardeal em 1645, cardeal-diácono de Santos Cosme e Damião e Legado do Papa na cidade de Ferrara onde grassou uma grande fome, destacando-se na ajuda aos mais desfavorecidos e ganhando o cognome de «pai dos pobres».
Em 1650 Odescalchi foi ordenado bispo de Novara, tendo colocado a sua diocese ao serviço dos doentes e dos mais pobres. Renunciou à sua diocese em 1656, regressando ao serviço da Cúria Romana. Já em Roma foi consultor de diversas congregações e em 1659 mudou o seu título cardinalício pelo de Santo Onofre. No ano seguinte foi nomeado Camerlengo do Colégio Cardinalício.
Participou nos conclaves de 1655, de 1667 e de 1669-1670, sendo vetada neste último a sua candidatura ao papado por Jean-François Paul de Gondi, cardeal de Metz com o título de S. Maria sopra Minerva, em nome de Luís XIV de França.

### Conclaves
- Conclave de 1655
- Conclave de 1667
- Conclave de 1669-1670
- Conclave de 1676

## Eleição como Papa
Eleito no conclave de 1676, depois de ter sido vetado pelo rei francês Luís XIV na eleição de 1669-1670, mas tendo de ceder desta vez, atendendo à sua forte popularidade entre o povo romano e junto de toda a Igreja. Assim que eleito, de imediato decretou uma severa redução de gastos inúteis na Cúria Romana, passando a viver de forma bastante simples e apelando aos demais cardeais para seguirem o seu exemplo.
Assumiu um carácter profundamente reformador, fosse sobre as finanças, estilo de vida, ou mesmo pastoral. Em 1679 condenou 65 proposições, retiradas dos escritos de Escobar, Francisco Suárez e outros, considerando-as como "propositiones laxorum moralistarum" e proibiu o seu ensino a quem quer que fosse, sob pena de excomunhão. No mesmo ano, ordenou a queima de todos os exemplares da obra Varia Opuscula Theologica de Suárez, publicada em 1599.
Inocêncio XI, após um período de doença prolongada por pedra nos rins, faleceu em 12 de agosto de 1689. Foi sepultado na Basílica de São Pedro sob o monumento funerário junto da Capela Clementina, que o seu sobrinho Livio Odescalchi tinha encomendado. O monumento, concebido e esculpido por Pierre-Étienne Monnot, tem uma figura do papa sentado num trono no cimo de um sarcófago com um baixo-relevo a mostrar a libertação de Viena que estava cercada pelos turcos, por João III Sobieski, ladeada por figuras alegóricas a representar a Fé e a Perseverança.

## Relações com a França de Luís XIV

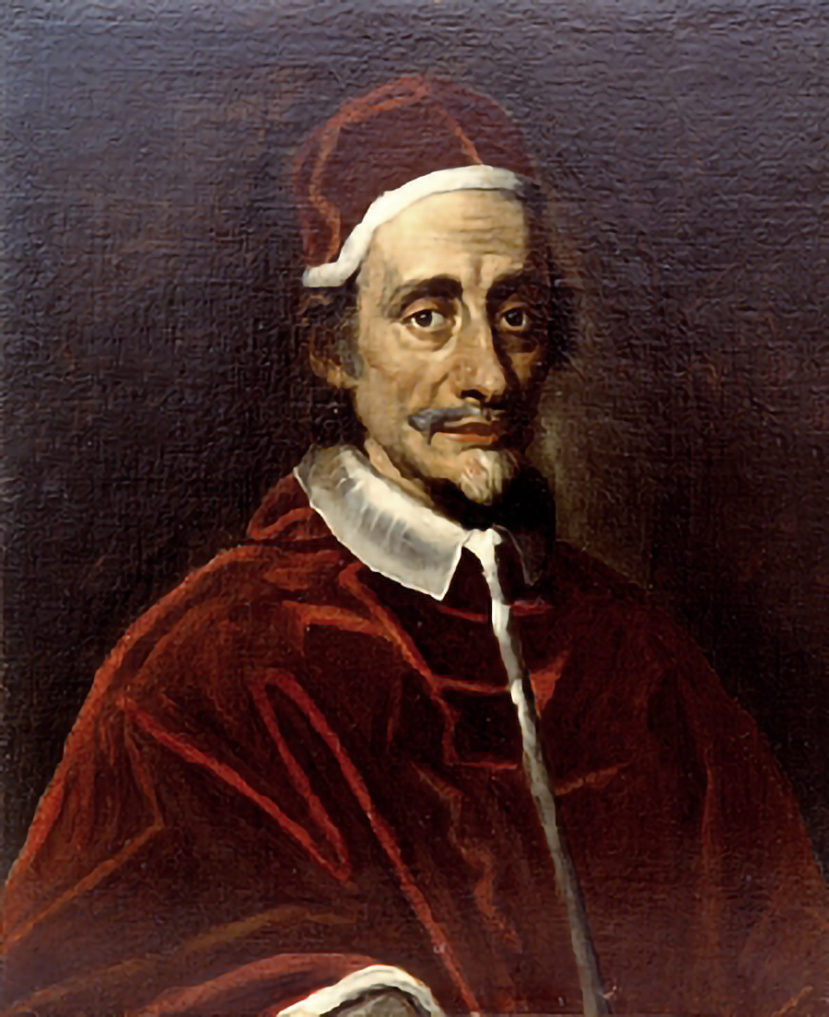
Óleo de Inocêncio XI

O rei Luís XIV, tentando entrar de boas relações com o papa, revogou o Édito de Nantes, que garantia a liberdade religiosa, tanto a católicos como a protestantes e passou a perseguir estes últimos. Mas o papa não apreciou tal gesto, manifestando seu desgosto pela violência e perseguição.
Inocêncio XI decretou que em Roma os diplomatas não poderiam mais gozar do privilégio de conceder direito de asilo a criminosos. Tendo o papa notificado o embaixador francês de que não seria mais reconhecido como representante da França a menos que renunciasse a tal direito, este, não aceitando, com o recurso à força armada de 800 homens, tomou o seu palácio à força. Desde então o papa excomungou-o e decretou a proibição da Igreja de São Luís dos Franceses, na capital romana.
Em 1688, vagando o bispado de Colónia, cargo relevante por o seu titular ser eleitor para a designação do imperador, dois prelados eram candidatos, um alemão e um francês, nenhum conseguindo a maioria, e recaindo a escolha final ao papa. Este optou pelo alemão, aliás de acordo com a vontade dos príncipes e bispos alemães, bem como de toda a restante Europa, à excepção de França que pretendia adquirir maior influência no império. Luís XIV retaliou, ocupando o território papal de Avinhão e ameaçando de separar a Igreja de França da Igreja Católica. O papa contudo não cedeu e após a sua morte, o conflito foi resolvido em favor de Roma.

## 1683 e a grande derrota turca
Em 1683, o exército turco cercava Viena e o papa mobilizou os príncipes alemães e o rei polaco para socorrem aquele cidade, bem como mais tarde auxiliarem a libertação da ocupação turca da Hungria.
A coligação de reinos católicos (Liga Santa dos Balcãs) organizada pelo papa derrotou os turcos na Batalha de Viena em 12 de setembro de 1683, às portas de Viena. A coligação reuniu 170 000 homens, provenientes dos estados alemães, do Sacro Império, da nobreza italiana, e de polacos guiados pelo valor do seu próprio rei, Jan III Sobieski que triunfou, sem precedentes, sobre as forças turcas que contavam com mais de 300 000 soldados, e que vinham de incendiar e derramar sangue de civis nos estados do mar Negro e dos Balcãs, bem como nas cidades de Buda e de Pest, na Hungria.
A França não formava parte da coligação, porque se tinha comprometido com os turcos do Império Otomano, a sustentá-lo logisticamente, em armas e economicamente sem lhe importar as consequências da ameaça turca para o resto da Europa. Isso valeu a Luís XIV, o roi soleil, o epíteto de "le roi maure" (o rei mouro)
Após ganhar a batalha de Viena, a Liga Santa levou a cabo a tomada da Hungria, na qual as cidades de Buda e de Pest foram reconquistadas em 1686.
Ao mesmo tempo, os venezianos puseram em marcha uma expedição à Grécia, que conquistou o Peloponeso. Durante o ataque de Veneza de 1687 sobre a cidade de Atenas (ocupada pelos otomanos), os otomanos converteram o Partenon num paiol de munições. Um morteiro veneziano atingiu o Partenon, detonando a pólvora armazenada no seu interior e destruindo-o parcialmente.

A derrota turca e o triunfo da coligação católica-ortodoxa foi devida às incessantes exortações de Inocêncio XI para que os estados alemães e o rei da Polónia Jan III Sobieski se apressassem a ajudar Viena.

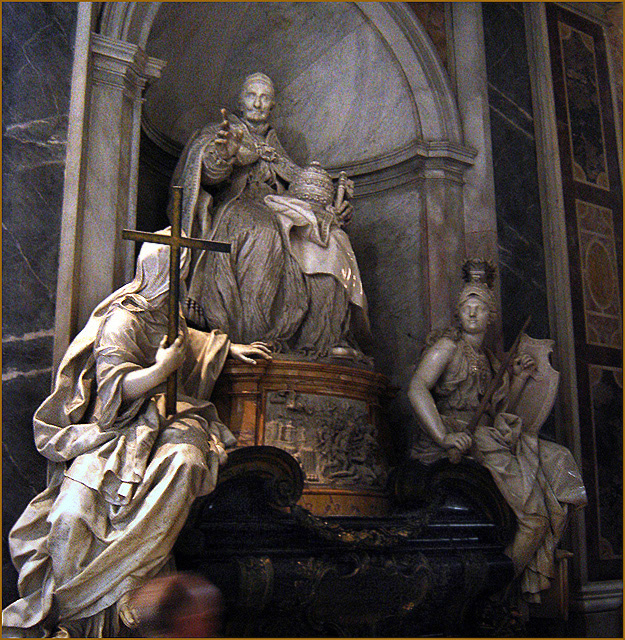
Monumento a Inocêncio XI na Basílica de São Pedro

Após este rotundo triunfo Inocêncio XI não teve nenhuma reserva para induzir os príncipes cristãos a que completassem a expulsão dos turcos do resto da Europa, contribuindo financeiramente para tal. Teve a satisfação de sobreviver à captura de Belgrado, em 6 de setembro de 1688. Constantinopla seria recuperada pela última vez em 1697.

## Morte e beatificação

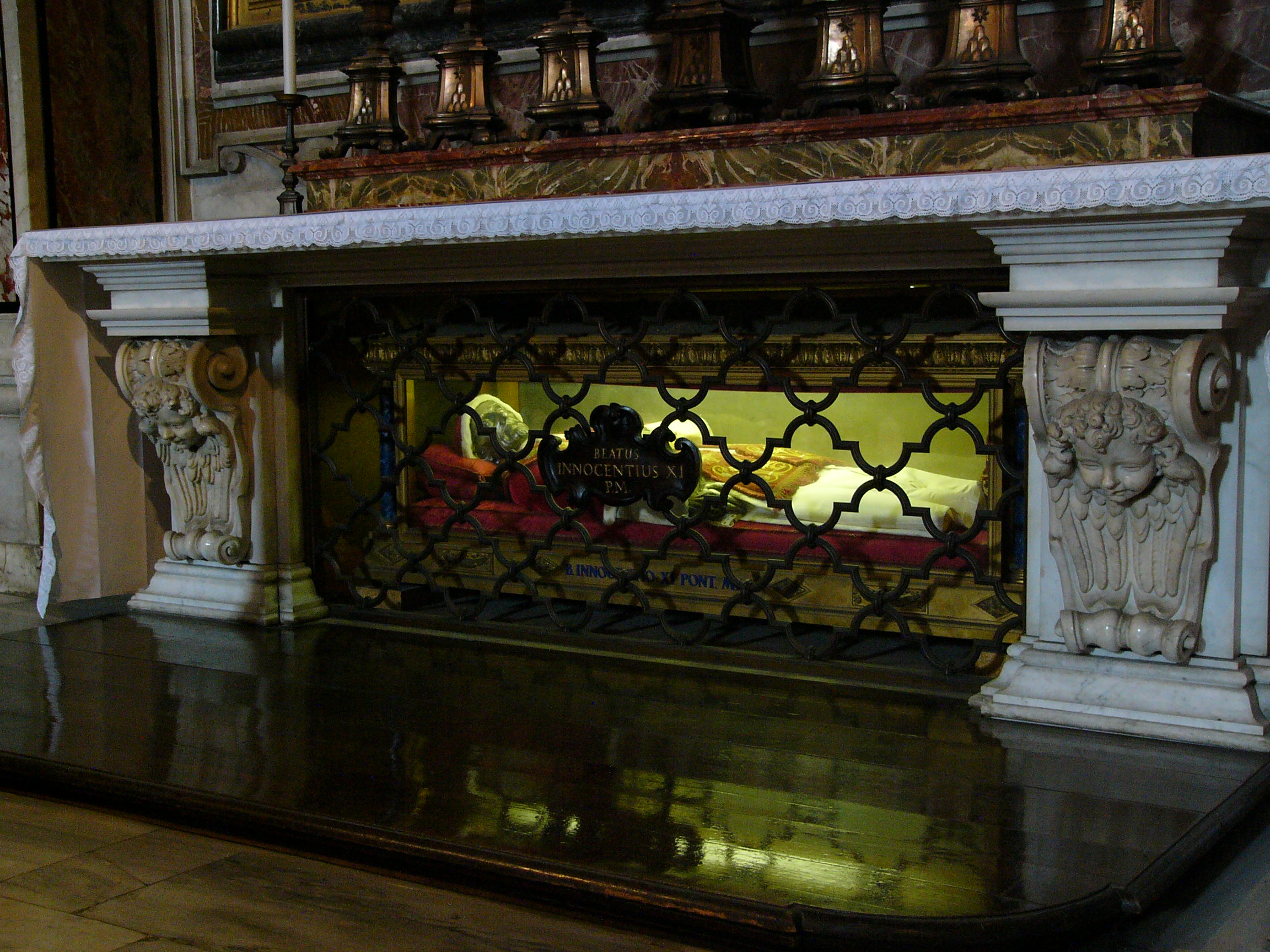
O corpo de Inocêncio XI em sua antiga localização na Capela de São Sebastião, na Basílica de São Pedro

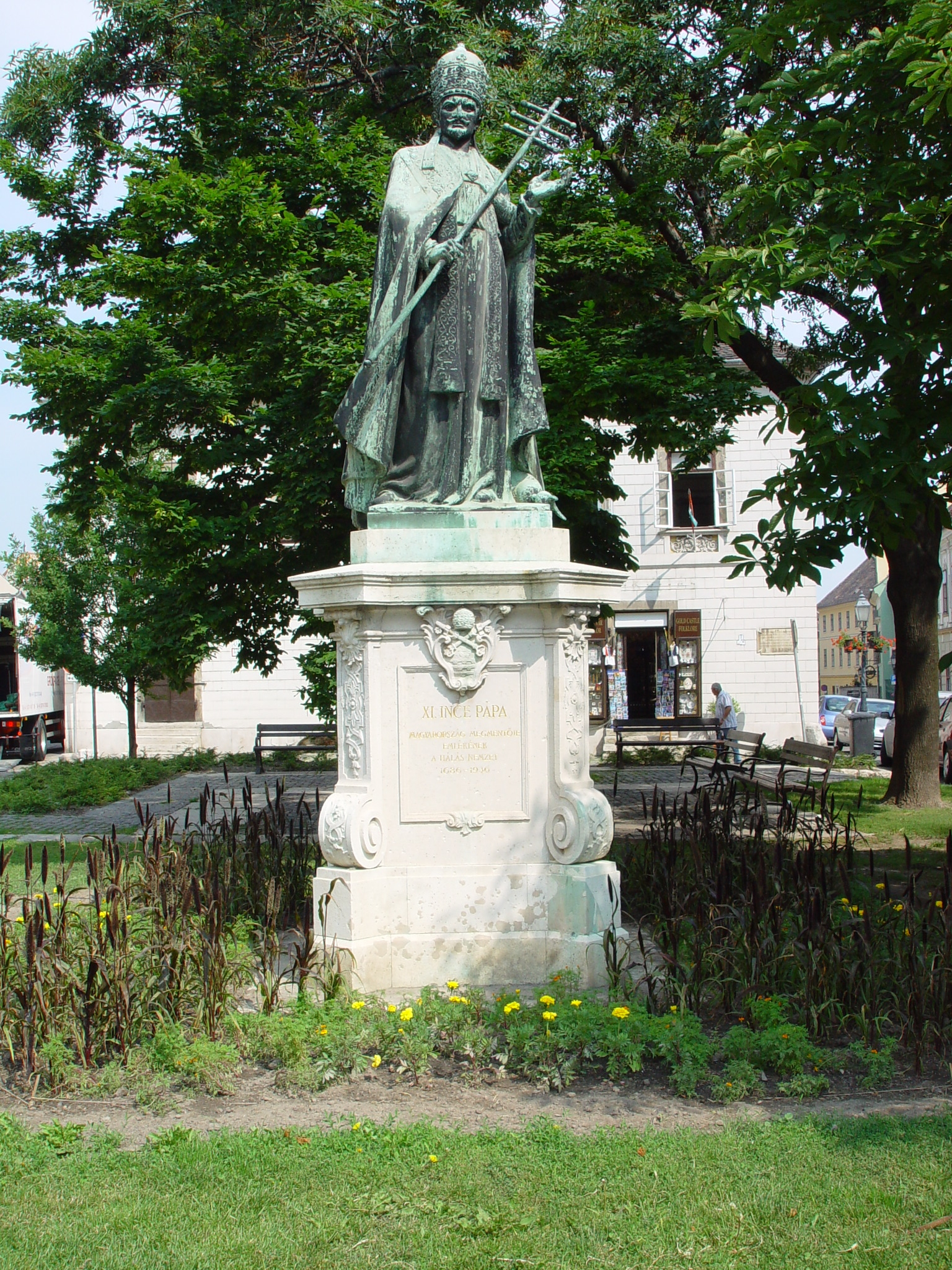
Estátua de Inocêncio XI em Budapeste

### Últimos dias e morte
Sabe-se que Inocêncio XI sofria de pedras nos rins desde 1682 e em 1689 sua saúde piorou notavelmente. Em junho daquele ano, ele ficou confinado à cama. Por motivos de saúde, cancelou um consistório de cardeais convocado para 19 de junho para exame dos bispos e também cancelou reuniões em 21 de junho. O papa foi subitamente assaltado por uma forte febre no dia 25 de junho e no dia 29 de junho não pôde celebrar a missa solene da Festa dos Santos Pedro e Paulo , delegando o cardeal Flavio Chigi para celebrá-la em seu lugar. A condição do Papa piorou em 2 de julho e seus médicos foram levados a lancetar sua perna esquerda, o que causou liberação de fluido, e eventualmente a realizar uma operação na perna direita em 31 de julho, e mais duas nos dois dias seguintes.
No dia 9 de agosto recebeu o Viático porque os médicos consideravam que lhe restava pouco tempo de vida. No dia 11 de agosto recebeu em audiência o cardeal Leandro Colloredo, que veio lembrá-lo de que o papa havia planejado elevar dez homens ao cardinalato, mas o papa recusou-se a fazê-lo, apesar da insistência do cardeal. Na manhã de 12 de agosto, ele perdeu a capacidade de falar e teve dificuldades respiratórias.
Inocêncio XI morreu em 12 de agosto de 1689 às 22h00 (horário de Roma). Após sua morte, ele foi sepultado na Basílica de São Pedro sob seu monumento funerário perto da Capela Clementina, que seu sobrinho, o príncipe Livio Odescalchi, encomendou. O monumento, que foi projetado e esculpido por Pierre-Étienne Monnot, apresenta o papa sentado no trono acima de um sarcófago com um baixo-relevo mostrando a libertação de Viena dos turcos por João III Sobieski da Polônia, flanqueado por duas figuras alegóricas representando a Fé e a Fortaleza.
Em abril de 2011, os restos mortais de Inocêncio XI foram transferidos para dar lugar aos restos mortais do beatificado João Paulo II .

### Beatificação
O processo de beatificação de Inocêncio XI foi introduzido em 1691 pelo Papa Inocêncio XII. A sua causa foi formalmente aberta em 23 de junho de 1714 sob Clemente XI, concedendo-lhe o título de Servo de Deus, e continuou sob Clemente XII, mas a influência francesa e a acusação de jansenismo fizeram com que fosse suspensa em 1744 pelo Papa Bento XIV. No século 20 foi reintroduzido; seus escritos foram aprovados pelos teólogos em 24 de março de 1945,  e o Papa Pio XII o proclamou Venerável em 15 de novembro de 1955 e abençoado em 7 de outubro de 1956. 
Após a sua beatificação, o seu sarcófago foi colocado sob o Altar de São Sebastião da Capela de São Sebastião da basílica, onde permaneceu até 8 de abril de 2011, quando foi transferido para dar lugar à realocação dos restos mortais do Papa João Paulo II. a basílica da gruta abaixo de São Pedro em homenagem à sua beatificação e para tornar o seu local de descanso mais acessível ao público. O corpo de Inocêncio foi transferido para o Altar da Transfiguração da basílica, que está localizado perto da Capela Clementina e dos restos mortais do Papa Gregório, o Grande (590–604). O altar também fica em frente ao monumento de Inocêncio XI, que foi seu local original de sepultamento antes de sua beatificação.
A festa atribuída a Inocêncio XI é 12 de agosto, data de sua morte. No calendário húngaro, é comemorado em 13 de agosto.
Os relatórios sugerem que, após os ataques aos Estados Unidos da América no 11 de Setembro, a Igreja decidiu fazer avançar a causa há muito suspensa de Inocêncio XI para ser canonizado, como o papa que impediu os turcos de dominarem a cristandade em 1683, atraindo assim paralelos com o islamismo agressivo [carece de fontes?]. No entanto, as revelações populares feitas no romance Imprimatur prejudicaram a reputação de Inocêncio XI e, assim, a canonização planejada de Benedetto Odescalchi foi suspensa indefinidamente.
Acreditava-se que a canonização teria ocorrido em 2003, mas a publicação do livro interrompeu todos os planos de canonização de Inocêncio XI.